# Verständigung
Verständigung ist eine wesentliche Zielsetzung der Kommunikation mit anderen Menschen.
Eine Verständigung kann bedeuten:
- Das gegenseitige Verstehen (einander verstehen) durch Wahrnehmung und gedankliche Verarbeitung der Informationen (gemeinsamer Code), z. B. durch Hinterfragen und Paraphrasieren,

- die Verständigung im Sinne einer Mitteilung/Meldung (z. B. „eine Person/Organisation verständigen“) oder

- das Finden eines Konsenses, z. B. im Strafverfahren.

Verständigung setzt beim Zuhörer eine gemeinsame Sprache und geteiltes Wissen voraus. Weiter muss der Zuhörer das Verständnis auch wollen. Ignoranz des Adressaten verhindert in aller Regel eine erfolgreiche Verständigung. Der Sprecher hingegen muss sich adressatengerecht ausdrücken, wenn er verstanden werden will. Unverständnis, d. h. das Scheitern der Kommunikationsbemühungen kann also auch im fehlenden Willen zu einer Verständigung liegen. Ebenso wenig kann Verständigung erzwungen werden. Oft stehen auch Interessenlagen und eine bestimmte Motivation bei den adressierten Personen einer Verständigung im Wege. Bei der Übermittlung komplexer Themen und Konzepte kann Verständigung nur stattfinden, wenn sich der Empfänger aktiv um Verständnis und Erkenntnis bemüht. Ob eine Verständigung erfolgreich stattgefunden hat, kann vom Sender beurteilt werden, indem der Adressat das Verstandene in einem Feedback zusammenfasst.
Über die einfache Zeichenübermittlung von einem Kommunikationspartner (Sender) an einen zweiten (Empfänger) hinaus beinhaltet Verständigung zumindest eine Rückmeldung (engl. feedback) des Empfängers an den Sender. In der Regel besteht ein Verständigungsprozess neben einem Interpretandum (Äußerung des ersten Kommunikationspartners) und einer Interpretation (Bezugnahme des zweiten Kommunikationspartners) auch aus einer Qualifikation des ersten Kommunikationspartners – also einer Rückmeldung darüber, inwieweit er  sich durch die Interpretation verstanden sieht.
Elementare Verständigungsprozesse finden sich bereits in der Tierwelt, wo z. B. ein Entenküken der Mutter auf deren Ruf hin erst folgt, nachdem diese ihrerseits auf einen Pieplaut des Kükens reagiert hat. Insofern können Kommunikationsmodelle, die keine wechselseitige Bezogenheit der Beteiligten beinhalten, das Phänomen der Verständigung letztlich nicht erklären.
Bei Hilfs- und Sicherheitsorganen kommt je nach Einsatzart ggfs. ein Verständigungskatalog zur Anwendung. Hierbei sind von der Leitstelle, die zuerst die Meldung erhält, anlassbezogen vorbestimmte externe Organisationen oder interne Organisationseinheiten zeitnah zu verständigen. Beispiel  hierfür: Bei einem Personenschaden der Eisenbahn ist der Rettungsdienst, der Unfallmanager der Deutschen Bahn, die Bundespolizei und die Länderpolizei zu verständigen. Bei einigen deutschen Polizeien gibt es hierfür die Polizeieinsatzart Benachrichtigung.